# Anders Hultström
Anders Hultström, tidigare Jansson Id, född 3 december 1829 i Örs socken i Dalsland, död 11 februari 1922 i Örs socken i Dalsland, var en svensk amatörorgelbyggare och urmakare. Han bodde i Ör.

## Biografi
Anders Hultström flyttade 1848 till Vänersborg och blev lärling hos urfabrikören Nils Peter Lundström. Hultström arbetade som urmakargesäll i Stockholm fram till 1857.

### Familj
- Anders Hultström gifte sig med Matilda Nilsdotter, född 30 januari 1835 i Örs socken i Dalsland, död 21 september 1911 i Örs socken i Dalsland. Hon var dotter till Nils Jonasson och Johanna Eriksdotter. Matilda och Anders fick tillsammans barnen:
  - Wilhelm, född 18 april 1858 i  i Örs socken.
  - Alma Karolina, född 26 maj 1861 i Örs socken.
  - Hulda Adeline, född 14 februari 1864 i Örs socken.
  - Malla, född 21 april 1867 i Örs socken.
  - Mathilda, född 28 maj 1870 i Örs socken.
  - Hilma Hildegard, född 18 augusti 1872 i Örs socken.
  - August Leopold, född 7 januari 1877 i Örs socken.

## Lista över orglar
| År   | Ursprunglig kyrka | Stift     | Bild | Manualer | Pedal   | Stämmor | Bevarad orgel/fasad | Övrigt                                                             |
| ---- | ----------------- | --------- | ---- | -------- | ------- | ------- | ------------------- | ------------------------------------------------------------------ |
| 1867 | Tösse kyrka       | Karlstads |      | 2        | Bihängd | 10      | Ja/Ja               | Orgeln renoverades 1950 av John Grönvall Orgelbyggeri, Lilla Edet. |
| 1878 | Järns kyrka       | Karlstads |      |          |         | 4       | Nej/Ja              |                                                                    |